# Dreingau
Der Dreingau (ältere Form das Dreingau vergl. Gau) war ein Gebiet im Stammesherzogtum Sachsen. Historisch erscheint der Name erstmals lateinisch als in pago Dreini, Dragini oder Draigni in den Beschreibungen der Sachsenkriege, ausgetragen von den Franken gegen die zum Stamm der Sachsen gehörigen Westfalen im 8. Jahrhundert. Die Bezeichnung Dreini hielt sich in karolingischer Zeit. Weitere historische Namensformen sind Dragani, Dreni, Dreen oder Reinidi.

## Deutungen der Gebietsbezeichnung
Dreingau bedeutet so viel wie ertragreiches Land. Nach anderer Quelle heißt „drein“ so viel wie „trocken“ (vergleiche Englisch „dry“) und könnte von der Lage auf dem Münsterländer Kiessandzug herrühren.

## Geographie
Die Südgrenze des Dreingaus wurde durch die Lippe zwischen Lippstadt und Lünen gebildet. Bis zur nördlich gelegenen Stadt Greven bildet der Dreingau eine dreieckige Form. Südlich der Lippe schloss sich der Brukterergau an. Im Westen grenzte der Dreingau an die Gaue Bursibant um Rheine, den Skopingau um Schöppingen und den Stevergau entlang der Stever über Olfen um Coesfeld.

## Geschichte
Im Jahr 784 fand im Rahmen der Sachsenkriege im Dreingau ein Reitergefecht statt, an dem auch Karl der Jüngere, Sohn Karls des Großen teilnahm. Von ca. 800 bis 1019 waren die Herren von Werl Münster/Meinhövel Gaugrafen im Dreingau und Vögte des Stifts Liesborn, und ab 1122 waren die Grafen von Cappenberg Nachkommen von Herman von Eename Graf von Verdun Gaugrafen des Dreingaus. Zum Dreingau gehörte auch der Herrenhof in Seliheim, dem heutigen Selm.
Als Gottfried von Cappenberg 1122 den gesamten Cappenberger Besitz dem Prämonstratenserorden schenkte, kam der Dreingau unter die Verwaltung der Bischöfe von Münster. Damalige Pfarreien waren Münster, Warendorf, Beckum, Ahlen und Werne.
In der ersten Hälfte des 17. Jahrhunderts brandschatzten Truppen unter der Führung von Christian von Braunschweig-Wolfenbüttel während des Dreißigjährigen Krieges die Dreingauer Umgebung.

## Heutiger Namensgebrauch
Heute findet der Name kaum noch Verwendung. Lediglich in Drensteinfurt (ehem. Steinfurt im Dreingau) und Beelen finden sich Bezüge zu der alten Bezeichnung, z. B. im Namen der im Mai 2023 eingestellten Dreingau Zeitung aus der Unternehmensgruppe Aschendorff. So gibt es in der Gemeinde Beelen die Dreingaustraße, und in der Stadt Drensteinfurt trägt eine Turnhalle die Bezeichnung Dreingau-Halle.
Der Grenzbach zwischen Beckum und Lippborg heißt Dreinbach. Außerdem liegt in unmittelbarere Nähe nördlich dieses Baches die Hofstelle Dreinhoff.